# Blahalouisiana (album)
A Blahalouisiana a Blahalouisiana 2016-ban megjelent első stúdióalbuma. A Schram Dávid producerrel, a törökbálinti SuperSize Recording stúdióban rögzített lemez hat-hat magyar és angol nyelvű számot tartalmaz.

## Az album dalai
| 1.    | Deeper (I'm Going Deeper)           | 3:36 |
| 2.    | Az Első Reggelen                    | 3:31 |
| 3.    | Settle Down                         | 4:11 |
| 4.    | Mindenhol Ott Van                   | 3:05 |
| 5.    | Walking In The Rain (Album Version) | 4:42 |
| 6.    | Máshol Várnak                       | 2:58 |
| 7.    | Ahol Összeér                        | 2:48 |
| 8.    | Moving On (Album Version)           | 4:21 |
| 9.    | Emlékszel Amikor                    | 3:49 |
| 10.   | We Can't Say Goodbye                | 4:36 |
| 11.   | Magamban Még (Album Version)        | 3:48 |
| 12.   | Without Me (Live)                   | 3:59 |
| 45:32 |                                     |      |

## Közreműködők

### Blahalouisiana
- Schoblocher Barbara – ének
- Jancsó Gábor – basszusgitár
- Mózner László – ritmusgitár
- Szajkó András – szólógitár
- Juhász Ádám – dobok
- Pénzes Máté – billentyűk

### Produkció
- Schram Dávid – producer, keverés, hangmérnök
- Stámusz Ferenc – mastering
- Makay András – hangmérnök asszisztens
- Lékó Tamás, Szabó László, Tankó Tekla – dizájn[2]

## Külső hivatkozások
- A Blahalouisiana hivatalos Facebook oldala